# تشارلز هنري غرينغر
تشارلز هنري غرينغر (بالإنجليزية: Charles Henry Granger)‏ هو رسام أمريكي، ولد في 13 يونيو 1812، وتوفي في 8 سبتمبر 1893.